# Evgenija Petrovna Antipova
Evgenija Petrovna Antipova in russo Евгения Петровна Антипова?, IPA: [ɪ̯ɪvˈɡʲenʲɪɪ̯ə pʲɪˈtrovnə ɐnʲˈtʲipəvə] (Toropec, 19 ottobre 1917 – San Pietroburgo, 27 gennaio 2009) è stata un'artista e pittrice russa.

## Biografia
Evgenija Petrovna Antipova è nata il 19 ottobre 1917 a Toropec, nel governatorato di Tver’, in una famiglia di operai del settore ferroviario. Nel 1928 si è trasferita insieme ai genitori a Samara e, mostrando fin da bambina una passione per il disegno, nel 1934 ha iniziato a frequentare lo studio d'arte di P. Krasnov.
Nel 1935, al termine dei dieci anni previsti per la scuola media, Antipova decise di andare a Leningrado per iscriversi ai corsi preparatori dell'Accademia di Belle Arti di San Pietroburgo, non riuscendo però a superare il concorso di ammissione. L’anno seguente venne ammessa all'esame per frequentare il primo corso all’Accademia di Belle Arti ma confessò di sentirsi poco preparata ("per l'esame si doveva dipingere una modella nuda ma io non l'ho mai fatto"). Impaurita dalla prova, si limitò a sostenere l'esame del corso preparatorio. Superò la valutazione ma, al fine di migliorare le sue capacità, venne trasferita al quinto anno della Scuola Statale di pittura di San Pietroburgo dove studiò per tre anni.
Nel 1939 Antipova venne ammessa al primo anno dell’Accademia di Belle Arti di San Pietroburgo, dove fu seguita da insegnanti quali: Semën Abugov, Pëtr Belousov, Aleksandr Zajcev, Genrich Pavlovskij, Aleksandr Osmërkin, Vladimir Malagis, Aleksandr Segal, Ivan Stepaškin, Boris Fogel’ e Gleb Savinov. Nello stesso 1939 Evgenija partecipò per la prima volta alla mostra d'arte giovanile di tutta l’Unione Sovietica a Mosca, mostrando uno schizzo del suo lavoro "Valerij Pavlovič Čkalov tra giovani". Lo schizzo è stato poi pubblicato nel settimo numero della rivista "Giovani Artisti" nel 1939.
Quando scoppiò la guerra, Evgenija Antipova stava svolgendo un tirocinio estivo in Transcarpazia. Da lì, fu riportata a Leningrado insieme agli ultimi scaglioni. Dopo non molto, il 28 luglio 1941, Evgenija Antipova sposò Jakov Lukaš, studente del quarto anno del dipartimento di scultura monumentale dell’Accademia di Belle Arti. Il giovane, arruolato nell'Armata Rossa, morì al fronte nel maggio 1942.
Durante l’assedio di Leningrado, Evgenija Antipova decise di non allontanarsi dalla città e vi rimase fino alla fine del febbraio del 1942. Divenne membro del distaccamento delle forze di difesa aerea e, per il suo impegno, venne premiata con la "Medaglia per la difesa di Leningrado”. Il 20 febbraio 1942 venne fatta evacuare dalla città insieme agli studenti dell’Accademia, tutti insieme percorsero la Strada della Vita passando per il lago Ladoga e giungendo a Novosibirsk, in terre non assediate. Durante la permanenza nella città russa lavorò nell'estrazione della torba, eseguì da casa lavori di cucito per una fabbrica, fu ispettrice del dipartimento artistico della Giunta comunale e direttrice della Casa dell'Arte Popolare. Inoltre partecipò ad esposizioni di artisti, tanto da diventare membro dell’Unione degli Artisti Sovietici di Novosibirsk nel 1944.
Nel 1945 Antipova tornò a Leningrado e nel 1950 si laureò all’Accademia di Belle Arti di San Pietroburgo seguita da B.V. Ioganson, la sua tesi fu il dipinto “A. Ždanov nel Palazzo dei Pionieri di Leningrado”. Nello stesso 1950 rientrò fra i candidati per l’ammissione nell'Unione degli Artisti Sovietici di Leningrado e nel 1953, su raccomandazione di Viktor Orešnikov, Boris Ioganson e Aleksandr Zajcev, passò da candidato a membro dell'Unione.

## Carriera artistica
Dopo essersi laureata all'Accademia di Belle Arti, Evgenija Antipova insegnò pittura e composizione presso l’Istituto d’Arte di Leningrado in via Tavričeskaja. Allo stesso tempo si dedicò alla propria arte cimentandosi nella tecnica della pittura ad olio e dell'acquerello e dipingendo maggiormente paesaggi, nature morte e pittura di genere. Dal 1950 partecipò in maniera costante alle mostre dell’Unione degli Artisti di Leningrado, esponendo le sue opere insieme a quelle dei maggiori maestri delle Belle Arti di Leningrado. Tra i suoi temi preferiti si possono riscontrare: i meleti in fiore, i paesaggi della Crimea e le nature morte in interni ed esterni. Tra le sue più famose opere degli anni '50 e primi anni '60 esposte presso le mostre, troviamo: "Lezioni pratiche" (1953), "Gurzuf al mattino", "Il mare a Gurzuf" (entrambi 1954), "Natura morta" (1957), "Alla dacia "(1958),"Tabaqui" (1959), "Alla fortezza di Pietro e Paolo " (1960), "Iris", "Bouquet di fiori di campo" (entrambi 1960), "Frutta sulla veranda" (1960), "Fiori selvatici" (1961), “Fiori e frutta” (1960), “Melo” (1962), “Colazione sull’erba” (1963), “Prima colazione” (1963), “Giovane in giardino” (1964) ed altre. Tali opere mostrano sia le diverse capacità dell’artista, sia la direzione delle sue ricerche artistiche, che tendeva verso l’espressione di una propria visione del mondo.
Il lavoro di Evgenija Antipova fu esposto per la prima volta nel 1967 in una mostra congiunta con l'artista Viktor Teterin (marito di Evgenija Antipova) e la scultrice Kira Suvorova nelle sale dell'Unione degli Artisti di Leningrado. Espose nuovamente insieme al marito sia nel 1988 che nel 1999 presso le sale dell'Unione degli Artisti di Leningrado e il Salone Centrale delle Esposizioni «Manež». Antipova prese anche parte alle famose mostre degli undici (1972) e dei nove (1976) artisti di Leningrado, nonché alla mostra dei 26 artisti di Leningrado e Mosca (1989). Tra il 1989 e il 1992 le sue opere sono state esposte in diverse mostre e aste di pittura russa in Francia.
Negli anni '60, Evgenija Antipova si cimentò in una serie di ritratti. Le opere di maggior successo furono "Ragazza da Pereslavl’" e "Cameriera" (entrambe del 1964).
Dalla fine degli anni '60 la natura morta in interni ed esterni, così come il paesaggio, furono i temi principali delle opere di Antipova. Il suo stile pittorico si distinse per il disegno, la composizione e per un interesse verso le problematiche inerenti al trasferimento del colore sulla tela e all’influenza che l'illuminazione dell’ambiente lavorativo aveva sul dipinto. In alcune sue opere si nota l'influenza dell'artista Viktor Teterin, uno studente di A. A. Osmёrkin. Tra le opere più famose di questo periodo esposte in mostre, rientrano: "La veranda sul porto", "Natura morta meridionale" (entrambi 1968), "La pergola di viti" (1968), "Finestra. Nasturzi", "Paesaggio romantico" (entrambi 1968), "Ulivi" (1969), "Tulipani in finestra" (1970), "Pini" , "Periferia dell'isola Vasil'evskij" (entrambi 1973), “Natura morta in giardino. Primavera" (1974), "Natura morta con fiordalisi e pane" (1975), "Balcone" (1977), "Natura morta con bottiglia rossa" (1979), "Giornata di sole" (1982), "Natura morta con caraffa spagnola" (1985), "Ciliegio in fiore" (1989), "Melo in fiore" (1997) e altri.
Nelle nature morte Evgenija Antipova predilige sempre più composizioni aperte, collocando un tavolo con un mazzo di fiori o un libro in un angolo del giardino, tra i rami di un melo o di un ciliegio in fiore. "Mezzogiorno" (1982) e "Natura morta. Salice in fiore, calle, narcisi” (1984) rientrano tra le opere più rappresentative di questo suo genere pittorico. Tali dipinti sono percepiti come immagini di un mondo perfetto in cui l'individuo trova armonia con la natura circostante e nella propria anima. L'artista, particolarmente legata a questo tema, continuò a riprodurlo fino al termine della sua carriera.
Evgenija Petrovna Antipova è morta il 27 gennaio 2009 a San Pietroburgo all'età di 92 anni. È sepolta a Vsevoložsk accanto alla tomba di suo marito V. K. Teterin.
Le sue opere sono conservate nella collezione del Museo Statale Russo, nella Galleria Tret'jakov e in musei e collezioni private in diversi paesi tra cui Russia, Francia, Germania, Italia e Stati Uniti.

## Esposizioni
Principali esposizioni con la partecipazione di Evgenija Antipova:
- 1952 (Leningrado): Esposizione degli artisti di Leningrado del 1952.
- 1954 (Leningrado): Esposizione primaverile degli artisti di Leningrado del 1954.
- 1955 (Leningrado): Esposizione primaverile degli artisti di Leningrado del 1955.
- 1957 (Leningrado): 1917-1957. Esposizione per l'anniversario delle opere degli artisti di Leningrado del 1957.
- 1960 (Leningrado): Esposizione degli artisti di Leningrado del 1960, nelle sale dell'Unione degli Artisti di Leningrado.
- 1960 (Leningrado): Esposizione degli artisti di Leningrado del 1960 nel Museo Statale Russo.
- 1961 (Leningrado): Esposizione degli artisti di Leningrado del 1961.
- 1962 (Leningrado): Esposizione autunnale degli artisti di Leningrado del 1962.
- 1964 (Leningrado): «Leningrado». Esposizione zonale degli artisti di Leningrado del 1964.
- 1965 (Leningrado): Esposizione primaverile degli artisti di Leningrado del 1965.
- 1969 (Leningrado): Esposizione primaverile degli artisti di Leningrado del 1969.
- 1972 (Leningrado): «In patria». Esposizione degli artisti di Leningrado del 1972.
- 1975 (Leningrado): Esposizione delle pittrici di Leningrado del 1975.
- 1975 (Leningrado): «I nostri contemporanei». Esposizione zonale degli artisti di Leningrado del 1975.
- 1976 (Mosca): Esposizione retrospettiva «Le Belle Arti di Leningrado» del 1976.
- 1977 (Leningrado): Esposizione degli artisti di Leningrado del 1977, in occasione del 60º anniversario della Grande Rivoluzione d'Ottobre.
- 1980 (Leningrado): Esposizione zonale degli artisti di Leningrado del 1980.
- 1991 (Parigi): Esposizione «Artisti russi».
- 1992 (Parigi): Esposizione «Scuola di San Pietroburgo».
- 1994 (San Pietroburgo): Esposizione «Studio di opere degli artisti di Leningrado dal 1940 al 1980» nel Museo in Memoria di N. A. Nekrasov.
- 1955 (San Pietroburgo): Esposizione «Testi nelle opere degli artisti del periodo bellico. Pittura. Grafica» nel Museo in Memoria di N. A. Nekrasov.
- 1997 (San Pietroburgo): «In memoria del maestro». Esposizione degli artisti di San Pietroburgo, allievi della bottega di A. A. Osmёrkin nel Museo in Memoria di N. A. Nekrasov.
- 1997 (San Pietroburgo): Esposizione «Legame con i tempi. 1932-1997. Gli artisti membri dell'Unione degli artisti russi di San Pietroburgo», nel Salone Centrale delle Esposizioni "Manež”.
- 1999 (San Pietroburgo): Esposizione di Evgenija Antipova e Viktor Teterin nel Salone Centrale delle Esposizioni "Manež”.